# Parque nacional de Taza
El parque nacional de Taza (en árabe: الحظيرة الوطنية تازة; en francés: Parc national de Taza) es uno de los parques nacionales más pequeños de Argelia. Se encuentra en la provincia de Jijel, y recibe el nombre de Taza por una localidad cercana a este parque.
El parque está ubicado a 30 kilómetros al noreste de Jijel. El parque incluye las cuevas de Jijel, además de playas de arena y muchos acantilados y grutas. Se trata de una reserva de la biosfera de la Unesco, con una variada flora y fauna, incluyendo el mono de Berbería (Macaca sylvanus), un primate en peligro de extinción con una distribución muy restringida en la actualidad.